# TANS Perú
TANS Perú, acronimo di Transportes Aéreos Nacionales de Selva, era una compagnia aerea peruviana con sede a Lima. La compagnia aveva sede nel distretto di Miraflores nella capitale del paese. Interamente di proprietà statale, il vettore operò un servizio passeggeri e merci nazionali di linea dalla sua base principale all'aeroporto Internazionale Jorge Chávez.

## Storia
TANS Perù (noto anche come Grupo Aéreo de Transporte 42) era stato fondato nel 1963 come braccio dell'aeronautica peruviana, con sede nella remota città di Iquitos, inaccessibile su strada, e incaricata di fornire voli di linea aerei, oltre a svolgere attività di ricerca, soccorso e cure mediche a chi ne aveva bisogno. Nel 1988 la sua flotta era composta da un misto di Pilatus PC-6 Porter e de Havilland Canada DHC-6 Twin Otter, operandoli principalmente come idrovolanti. Sebbene le sue missioni fossero principalmente civili, rimase parte dell'Air Force fino al 1999, ottenendo la certificazione civile nel novembre dello stesso anno.
A marzo 2000 la flotta comprendeva tre Boeing 737-200, sette de Havilland DHC-6 Twin Otter Serie 300, un Fokker F-28 Mk1000 e cinque HAMC Y-12-II; in questo momento erano aperte le rotte per Arequipa, Chiclayo, Cuzco, Iquitos, Juanjuí, Juliaca, Lima, Piura, Pucallpa, Rioja, Trujillo e Yurimaguas. Nel gennaio 2006 la licenza della compagnia aerea venne sospesa dal governo peruviano.

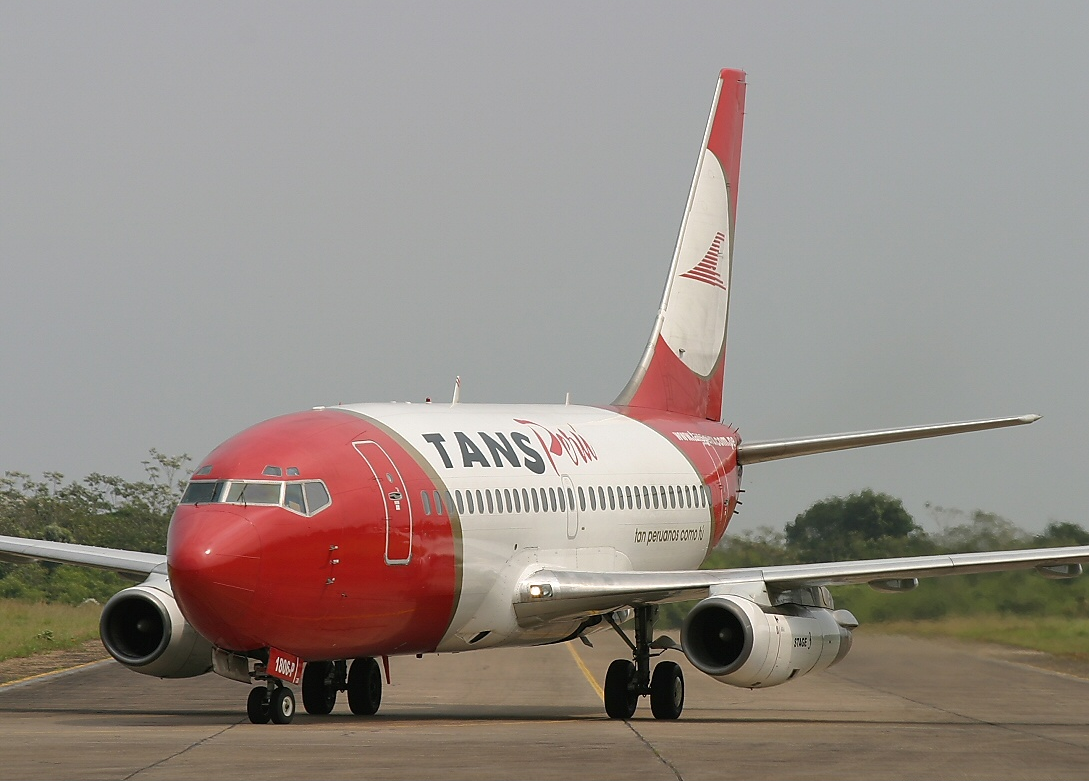
Il Boeing 737 OB-1806-P nell'ultima livrea TANS Perù.

## Incidenti
Aviation Safety Network ha registrato almeno sei incidenti in cui è rimasto coinvolto un veicolo della compagnia aerea, di cui cinque mortali; il numero di vittime coinvolte in questi disastri ammonta a 105. Tutti gli eventi che la compagnia ha vissuto nel corso della sua storia hanno portato alla distruzione dell'aereo coinvolto. Di seguito è riportato l'elenco di questi eventi.
- 27 agosto 1992 - Un De Havilland Canada DHC-6 Twin Otter 300, numero identificativo OB-1153. Il pilota tentò di far atterrare l'aereo sul fiume Algodón in seguito ad una perdita di potenza, ma colpì gli alberi in avvicinamento e si schiantò presso San Antonio del Estrecho, uccidendo 8 passeggeri su 21.[4]
- 21 ottobre 1992 - Un altro Twin Otter 300 (OB-1155) subì un guasto al motore mentre sorvolava il Lago Caballochoa. Morirono 8 delle 11 persone a bordo.[5]
- 14 maggio 1993 - OB-1499, un Harbin Yunshuji Y-12-II uscì di pista durante l'atterraggio all'Aeroporto Tenente Generale Gerardo Pérez Pinedo di Atalaya. Nessuna vittima.[6]
- 4 aprile 1995 - Un Y-12 (OB-1498) si schiantò durante la salita iniziale subito dopo il decollo dall'Aeroporto Internazionale FAP Coronel Francisco Secada Vignetta ad Iquitos. Tutti gli occupanti del velivolo (i piloti più un'altra persona a bordo) persero la vita.[7]
- 9 gennaio 2003 - Il Fokker F-28-1000 OB-1396, partito dall'Aeroporto Jorge Chávez con destinazione l'Aeroporto di Chachapoyas ed identificato come volo TANS Perù 222, si schianta nei pressi di Chachapoyas uccidendo tutti i 41 passeggeri ed i 5 membri dell'equipaggio.[8]
- 23 agosto 2005 - Un Boeing 737-200 operante il volo TANS Perù 204, partito da Lima e diretto ad Iquitos, si schiantò in una palude prima di riuscire ad atterrare all'aeroporto di Pucallpa per colpa di un errore del pilota. Su 98 occupanti (91 passeggeri e 7 membri dell'equipaggio) morirono in 40, compresi i piloti.[9]